# نپال ایرلاینز
نپال ایرلاینز (به انگلیسی: Nepal Airlines) یک شرکت هواپیمایی با کد یاتا RA است که در تاریخ ۱۹۵۸ میلادی تأسیس شده است. دفتر مرکزی نپال ایرلاینز در کاتماندو، نپال واقع شده‌است و قطب این شرکت هواپیمایی در فرودگاه بین‌المللی تریبهوان قرار دارد و به ۲۹ مقصد، پرواز مستقیم انجام می‌دهد.

## نگارخانه

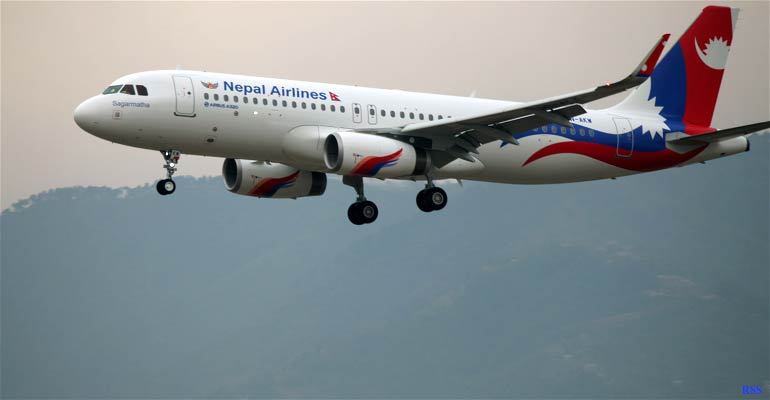
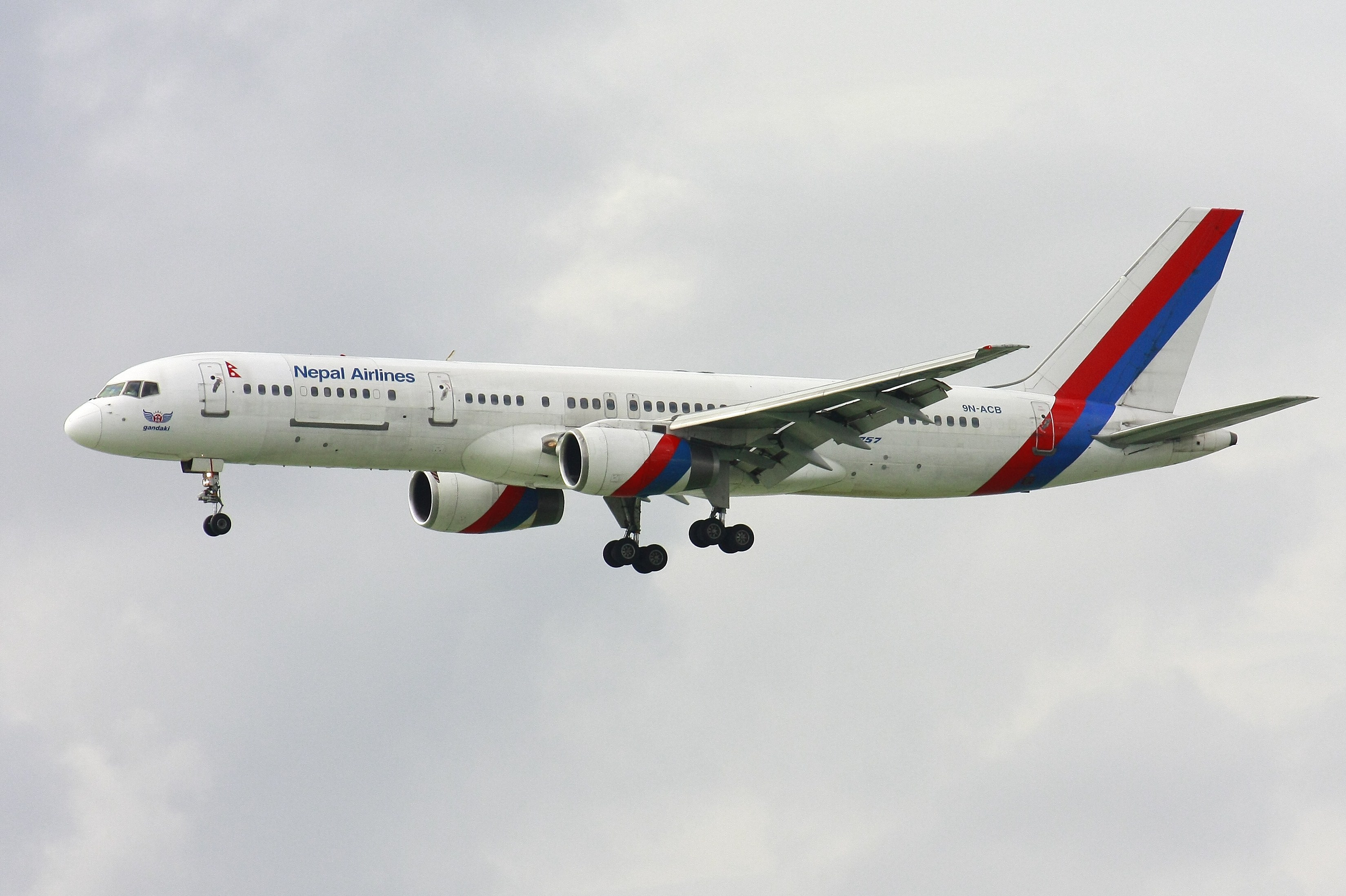
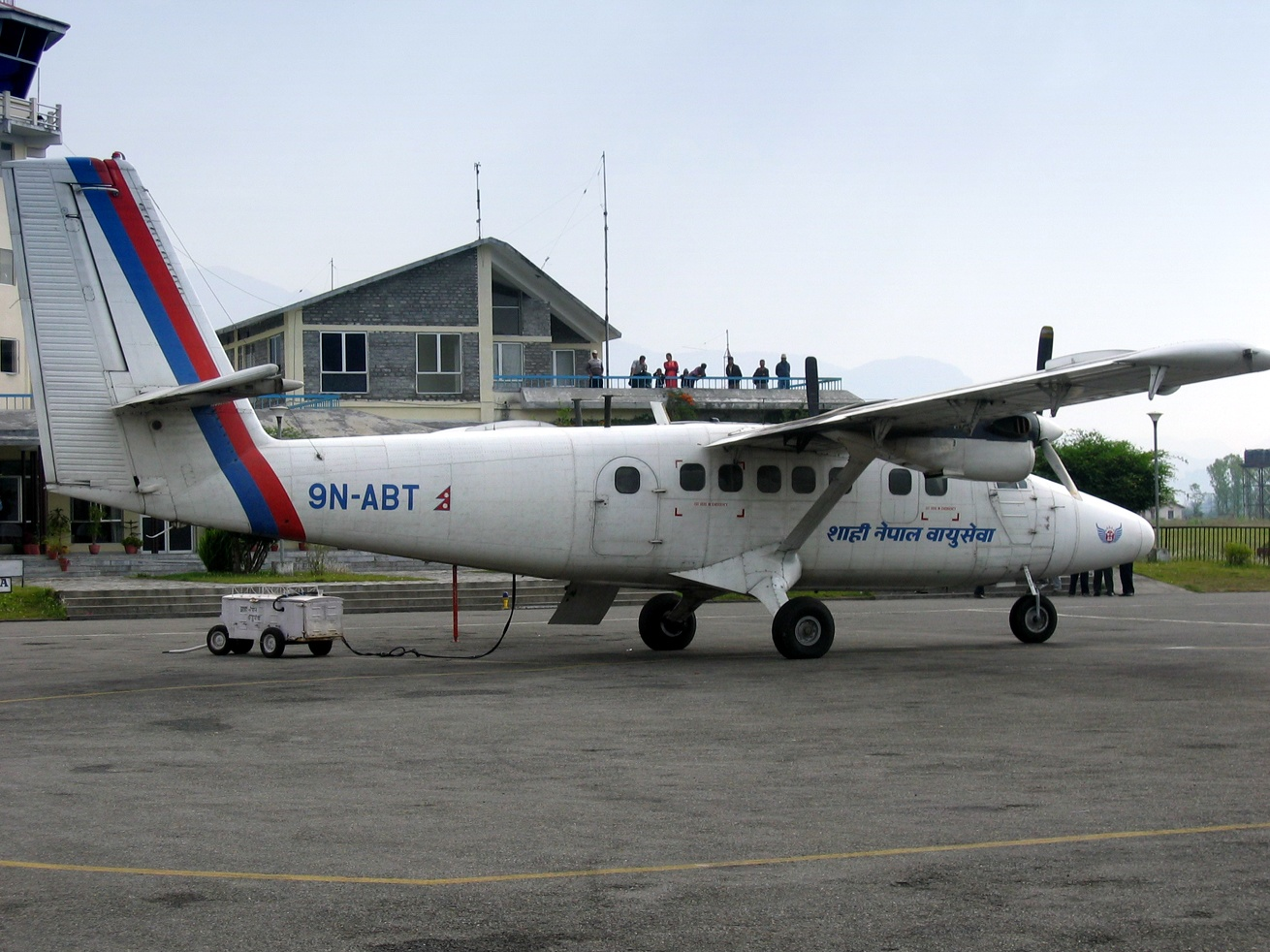
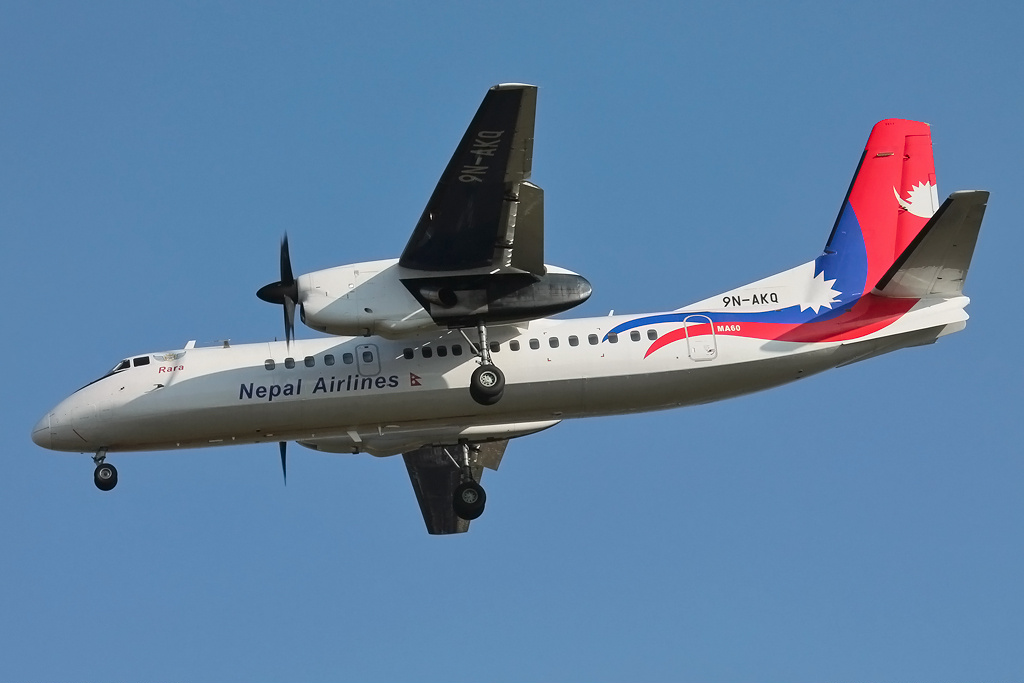